# 예수회
예수회(라틴어: Societas Iesu, 영어: Society of Jesus, Jesuit Order, Jesuits)는 로마 가톨릭교회에서 학문과 사도적 열성으로 명성이 드높은 수도회이다. 1539년 이냐시오 데 로욜라에 의해 창립되어 1540년 교황 바오로 3세로부터 정식 승인을 받았다. 더불어 가장 많은 사제를 배출하여 가톨릭에서 가장 규모가 큰 수도회로써, 선교사 지원 활동, 복음화, 연구와 교육의 분야에서의 활동이 알려져 있다. 널리 알려진 예수회 수사신부로는 프란치스코 하비에르와 피에르 파브르가 있다.
유럽 열강의 압력으로 18세기에 한 차례의 해산을 당했던 예수회는 정치적 분쟁에 뒤얽히기도 했다. 왜냐하면 당시 예수회는 아메리카 대륙과 아시아 등지에서 적극적인 선교 활동을 하여 높은 영향력을 가졌는데, 이것이 유럽의 많은 국가들 사이에서 노예 무역에 반대하는 등의 문제로 갈등이 있었기 때문이다.
오늘날 예수회는 육대주 112개국에서 많은 성직자를 배출하고 있는 명망 높은 수도회다.  "총회"(General Curie)로 일컫는 중추기관은 로마에 있다.  예수회는 전후 사회 정의와 인권 문제에 끊임없는 관심을 표명해왔으며, 또한 타 종교와의 에큐메니컬적 소통에도 적극적으로 임했다.
제266대 교황이자, 2013년 콘클라베에서 당선되어 2025년까지 재위했던 프란치스코 교황은 예수회 출신 첫 교황이다.

## 역사

### 창립

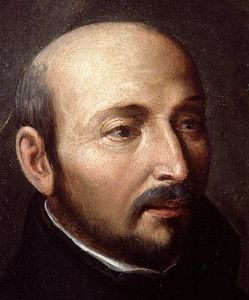
이냐시오 데 로욜라

1534년 8월 15일 생드니의 성당의 지하실에서 바스크 출신 스페인 성직자 이냐시오 데 로욜라와 파리 대학교 출신 6명 학생이 파리의 몽마르트르에서 만났다.  이 모임의 구성원들은 "예루살렘에서 병원과 선교 사업 등, 교황의 지시라면 어디로 파견되더라도 순명하며 나섰으며" 청빈과 순결의 맹세로 결속을 다졌다.
그들은 "그리스도 덕분에 함께 하게 되었다"는 의미에서 스스로 "예수의 동반자(Compañía de Jesús)"로 일컬었다. 이 명칭은 사도, 즉 예수의 제자라는 의미와 함께 "전우"라는 뜻도 함축했다(영어 "company"에 해당하는 "Compañía"는 "빵"(panes)을 함께(cum) 나누는 모임을 의미하는 라틴어 cum + pane로부터 온 말이다). 이 초창기1540년의 모임이 이후 "예수회(Societas Iesu)"로 일컫는 수도회의 모태가 된다(라틴어에서 "societas"는 동료 혹은 동지를 의미하는 socius로부터 유래한다).
1537년 이들은 그들의 수도회의 승인을 얻기 위해 이탈리아로 떠났다.  교황 바오로 3세는 수도회를 공인하는 한편으로 로욜라와 그의 동료들에 대한 사제 서품을 허가했으며 6월 24일 아르베의 주교로부터 베네치아에서 서품을 받았다. 그들은 오스만 제국과 카를 5세, 베네치아, 교황 사이에 재개된 1535년 ~ 1538년 이탈리아 전쟁으로 예루살렘으로 향하는 것이 불가능해짐에 따라 이탈리아에서의 설교와 자선 사업에 종사하게 된다.
이들은 교황에게 그들의 활동 계획을 제출하였는데, 이를 검토했던 추기경들은 여러 달에 걸친 토의 끝에 이에 대해 교황 바오로 3세에게 호의적으로 보고했고 1540년 9월 27일 "Regimini militantis ecclesiae"(神戰교회의 통치) 칙서로 종단을 승인하였다. 이 칙서는 로마 가톨릭의 정식 수도회로서 예수회의 창립을 승인한 문건이다. 이후 1543년 3월 14일 "injunctum nobis"(우리에게 맡겨진바) 교서로 수도회 승인 당시 60명으로 제한했던 인원제한이 풀렸으며 로욜라는 초대 수도회 총장이 되었다.  그는 학교, 대학과 신학교들을 설립하고 유럽 전역에 선교사들로서 자신의 동료들을 보냈다.
예수회들은 세가지 활동에 전력을 기울였다. 첫째 유럽 전역에 학교들을 설립하여 예수회원들에게 엄격한 고전학과 신학 교육을 행했다. 둘째, 비그리스도교인들을 가톨릭으로 개종시키기 위한 선교사들을 양성하고 파견했다. 세번째 개신교의 확산을 저지하려 했다. 예수회의 열성적 활동으로 인해 폴란드-리투아니아와 남부 독일에서 개신교의 확산을 저지할 수 있었다.
로욜라는 강력한 중앙집권적 조직을 구축하는 동시에, 교황과 수도사들에게 절대적 헌신과 복종을 강조한 "예수회 회헌"을 집필헸으며 이는 1554년에 정식 회헌으로 채택되었다. 이 회헌의 주요 원칙은 비공식적 예수회 표어 - "Ad Maiorem Dei Gloriam" (하느님의 더 위대한 영광을 위하여)이며 이에 따라 새로운 수도회의 본성과 영성, 그리고 공동생활과 사도적 삶의 방식을 규정하고 있다.
예수회는 사도적 사역을 위해 결성된 정규 성직자들의 단체, 즉 종규에 따라 자선 혹은 기부에 의탁하는 탁발 수도회로 분류되었다. 그리고 "제수이트(Jesuit)"라는 명칭은 이 수도회에 대한 멸칭으로 처음에 통용되었으며 로욜라는 이 명칭을 사용하지 않았지만, 어느 정도 시간이 지나면서 수도회원과 수도회의 추종자들이 긍정적인 의미를 부여하며 받아들이게 되었다.

### 초기 활동

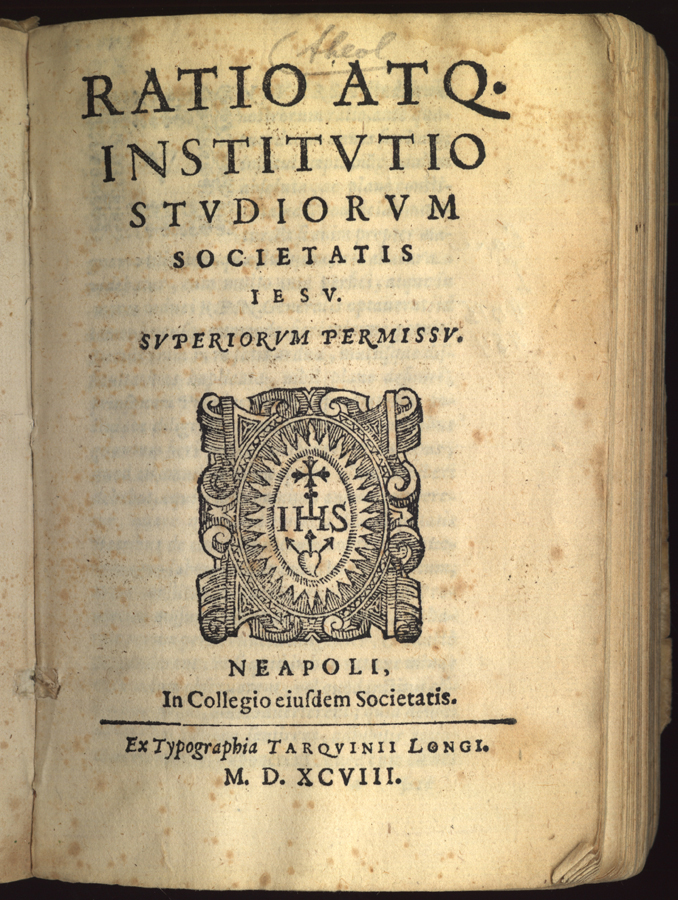
1598년에 발간된 연학규정

예수회는 트렌엔트 공의회((1545–1563) 및 반종교개혁 운동, 즉 전유럽으로 확산 중이던 개신교 종교개혁 운동에 대항하여 가톨릭 교회를 개혁하는 데 목적을 둔 운동의 직전에 창립되었다. 로욜라와 초기 예수회원은 위계화된 교회의 개혁이 시급함을 분명하게 인지하고 로마 가톨릭교회 내부의 부패와 무절제와 영적 태만을 혁소하기 위해 필사적으로 노력했다. 예컨대 로욜라는 당대에 많은 성직자들이 부실한 교육을 받은 것에 대한 문제의식에서 성직자들에게 최고도의 학문적 소양을 갖출 것을 역설했다. 또한 그가 예수회원들에게 요구한  "고위 성직을 향한 야심"을 거부하는 맹세는 과거 성직자들을 타락시킨 부와 권력에 대한 욕망을 근절하기 위한 노력의 일환이었다.
로욜라와 그의 추종자들은 가톨릭 교회의 개혁이 개인의 회심과 함께 시작되었어야 한다고 믿었다.  이 회심을 위해 예수회들이 활용한 주요 수단들의 하나는 "영신수련((靈身修鍊, Exercitia Spiritualia)"이라 일컫는 로욜라의 수행이었다. 이 수행 중 신자들은 침묵하는 가운데 4주 동안의 피정을 하며 삶의 목적과 그리스도의 생애에 대한 일련의 묵상 지침을 받았다. 이 기간 동안 영성 지도자들을 정기적으로 만나 그들의 소명과 그리스도를 향한 더 분명한 사랑을 발전시기는 데 도움을 받는다. 이런 묵상은 요하네스 카시아누스와 사막 교부의 신비주의 전통의 정화-계몽-통합을 모범으로 삼았다. 로욜라의 혁신은 모든 이의 현실적 삶에서 이런 유형의 명상적 신비주의가 스며들게 하는 데에 있었다. 나아가 그는 이를 교회의 영적 생활을 재건하는 수단로서 활용했다. 영신수련은 예수회 수련의 기초이자 "피정"이라 알려진 수련을 행하는 수도회 구성원들의 본질적 책무들 중의 하나가 되었다.
예수회는 선교 수도회이자 대학 교육기관의 운영을 최우선적 사역으로 삼은 최초의 수도회로서 후기 르네상스기에 중요한 역할을 수행했다. 1556년 로욜라의 사망 당시 예수회는 이미 세계 전역에서 74개의 대학을 운영하고 있었다. 자유교양 혹은 자유학 교육의 선도자로서 예수회의 교과체계는 르네상스 인문주의의 고전 교육을 가톨릭의 스콜라주의의 구조로 통합하였다.
신앙에 대한 교육과 함께 예수회 연학규정은 과학과 공학은 물론 라틴어, 그리스어, 고전 문학, 시와 철학 연구의 표준을 제시했다. 나아가 예수회 계열 교육기관은 통속 문학과 수사학의 연구를 진작함으로써 법률가와 공직자 양성의 거점이 되었다. 예수회 계열 교육기관은 당시에 개신교의 교세가 우위를 점하던 폴란드와 리투아니아 등 다수의 유럽 국가들을 가톨릭국가로 되돌리는 데에도 중요한 역할을 담당했다. 오늘날 예수회 계열 대학들은 세계를 주위로 100 여개국에 위치하였다. 또한 피조물을 통해, 특히 기예 혹은 예술을 통해 하느님과 만날 수 있다는 이념 하에 예수회는 그들은 가톨릭의 예식 및 신심과 관련하여 의식 및 장식을 활용할 것을 독려했다. 예술 및 기예에 대한 예수회의 우호적 태도는 "만물 안에서 하느님을 확인하는" 자신들의 영적 수련과 맞물려 여러 초기 예수회원들이 음악에서는 물론 시각 예술과 공연 예술에서 두드러진 활약을 할 수 있게 해준 요인 중 하나로 보인다.
예수회의 성직자들은 종종 근대 초기에 국왕들의 고해 신부로 활동하했다. 이들은 반종교개혁 운동과 가톨릭 선교 활동에서 중요한 역할을 담당하게 되는데, 이는 통상적인 시간전례(時間典禮)의 준수를 상대적으로 느슨하게 요구하는 예수회의 성격으로 인해 예수회원들이 여러 필요한 상황에 따라 적시에 유연하게 대응할 수 있었기 때문이었다.

### 확장

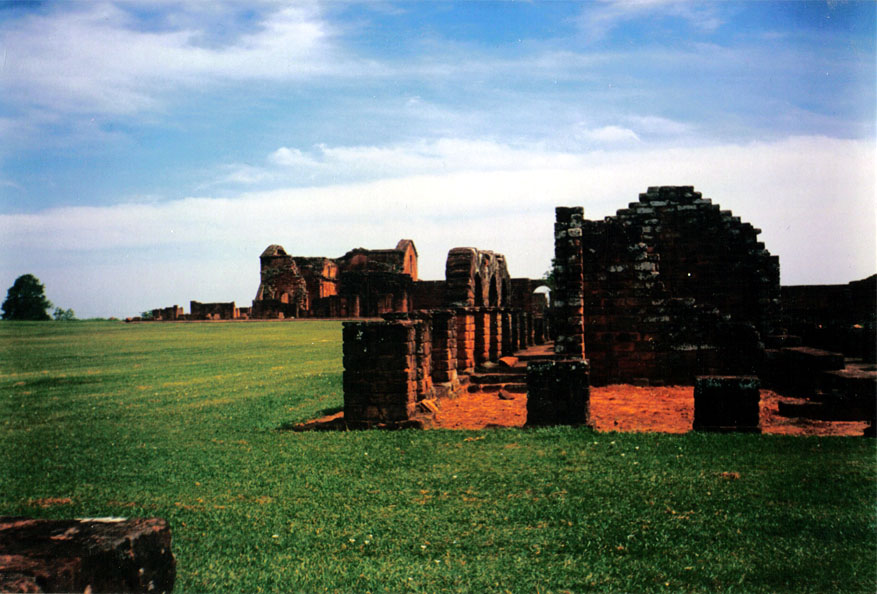
파라과이에 있는 라산티시마트리니다드데파라나 폐허지 (1706년 예수회에 의하여 창립)

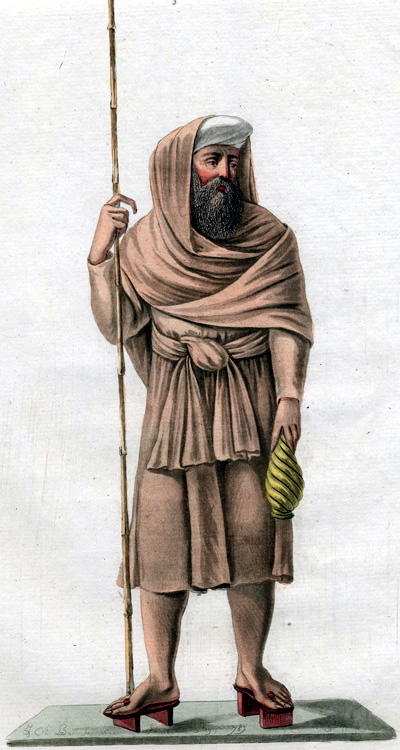
예수회 선교사

일본에서 초기 선교들은 1580년 예수회들에게 나가사키의 봉건 영토를 승인하였다.  하지만 이것은 그들의 자라나는 영향에 두려움의 이유로 1587년에 제거되었다.
1541년 프란치스코 하비에르는 인도 제국에서 선교활동을 하는데, 1541년 인도 서부에 있는 고아주에 도착하였다.  그는 남부 인도에서 선교사로 일했고, 중국에서 사망하였다.  2명의 예수회 선교사들 요한 그루버와 알베르 도르빌은 1661년 티벳에서 라사에 도달하였다.
자신들이 왕실 정부들의 식민지 통치들과 함께 방해하는 것으로 보인 라틴아메리카에서 예수회 선교들은 유럽, 특히 스페인과 포르투갈에서 매우 논쟁적이었다.  예수회들은 가끔 아메리카 원주민과 노예 제도 사이에 서있던 힘이었다.  함께 남아메리카를 통하여, 그러나 특히 오늘날 브라질과 파라과이에서 그들은 "레둑시온"으로 불린 기독교적 아메리카 원주민 도시 국가들을 형성하였다.  이것들은 이상화된 신권 원형에 의하여 세워진 사회들이었다.  그것은 예수회가 억제한 노예화를 원한 스페인과 포르투갈의 식민지 개척자들로부터 원주민들을 보호한 예수회들 때문에 부분적이다.
마누엘 다 노브레가와 호세 데 안치에타 같은 예수회 성직자들은 상파울루와 히우지자네이루 같은 몇몇의 타운들을 창립하였고 강화 조약, 종교 개종과 지방 주민들의 교육에서 매우 영향적이었다.
교황은 3명이 예수회들이었던 26명의 기독교인들이 1597년 도요토미 히데요시 아래 순교할 때까지 일본에서 선교 본부들을 설립하는 데 예수회에게 독점권을 부여하였다.  이어진 칙령 배제가 예수회 선교사들이 시암 (오늘날 태국)에 재배치하는 데 이끌었다.
예수회 학자들은 외국어들을 번역하는 매우 중요한 일로 자신들의 재능을 바치고 라틴화된 문법과 사전들을 생산하는 데 노력한 언어학자들이었다.  예를 들어 일본인들을 위하여 일본어-포르투갈어 사전이 1603년에 저서되었다.  1740년대에 장 프랑수아 퐁은 서양에서 산스크리트어의 연구를 개척하였다.
포르투갈의 왕실 후원 아래 질서는 고아에서 번창하여 1759년까지 성공적으로 교육과 보건으로 그 활동들을 확장시켰다.  그해 12월 17일 포르투갈의 국무장관 폼발 후작은 포르투갈과 포르투갈의 해외 소유물들로부터 예수회들을 퇴거시켰다.

#### 중국에서 예수회 활동

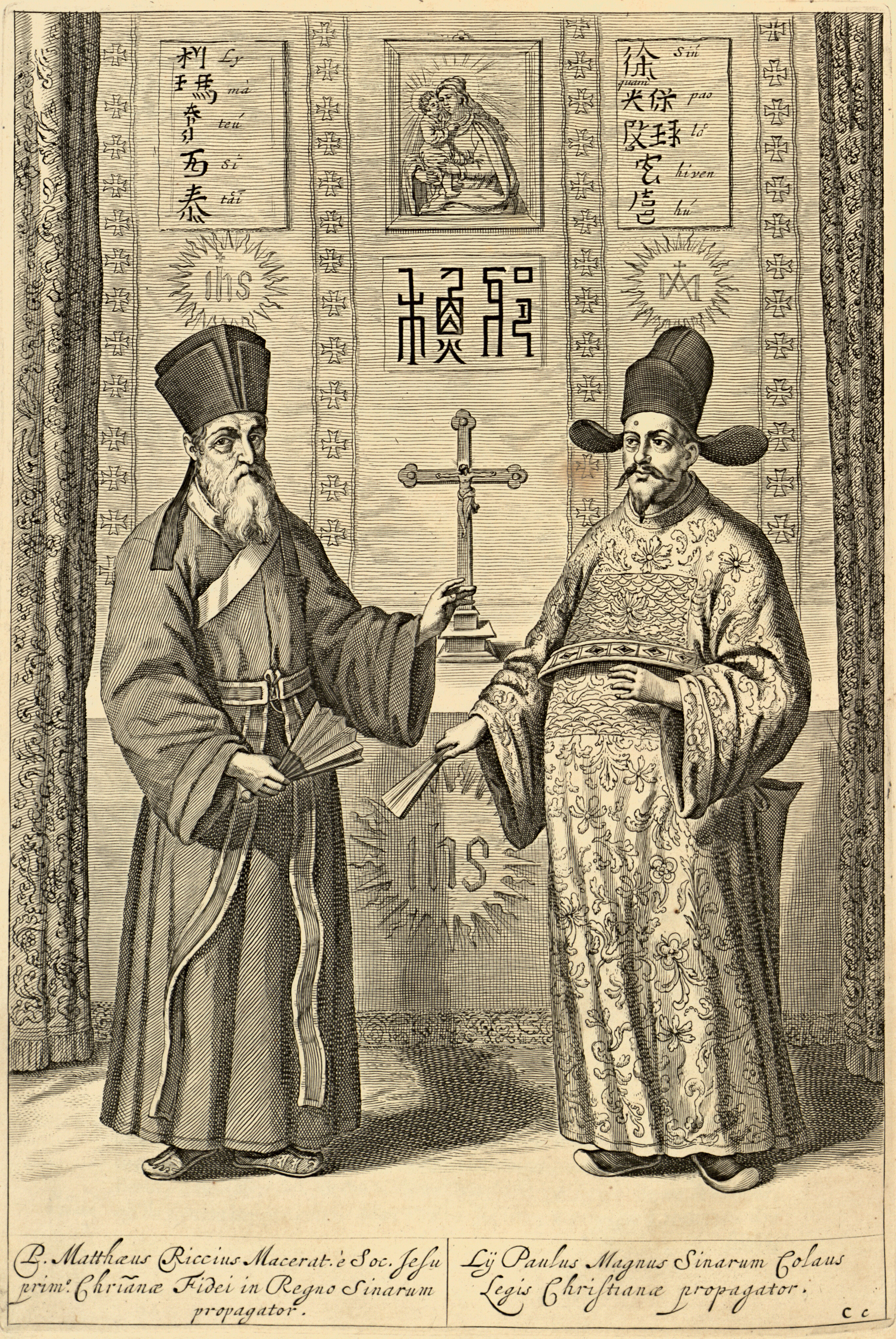
마테오 리치 (왼쪽)와 서광계

16세기와 17세기의 예수회 중국 선교는 중국에게 서양의 과학과 천문학을 소개하고 그러고나서 그 소유의 혁명을 겪었다.  토머스 우즈에 의하면 예수회는 "행성 운동을 이해할 수 있게 만든 유클리드 기하학을 포함한 물질 우주를 이해하기 위하여 과학적 상식의 실질적인 실체와 방대한 정신적 도구들"을 소개하였다고 한다.
"예수회는 중국인들에게 서부의 수학과 천문학 사업들을 번역하는 데 노력하였고, 이 과학들에 중국의 학자들의 흥미를 자극하였다.  그들은 매우 광범위한 천문학적 관찰을 만들어 중국에서 첫 근대의 지도 제작을 수행하였다.  그들은 또한 이 고대 문화의 과학적 성취들을 감사하는 데 배우고 그것들을 유럽에서 알려지게 만들었다.  그들의 상응을 통하여 유럽의 과학자들은 중국의 과학과 문화에 관하여 처음으로 배웠다."
거꾸로 예수회들은 유럽으로 중국의 상식을 전하는 데 매우 활동적이었다.  공자의 업적들은 중국에 주둔한 예수회 학자들의 중개를 통하여 유럽의 언어들로 번역되었다.  마테오 리치는 공자의 가르침에 보고하기 시작하였고, 프로스페로 인토르체타 신부는 1687년 공자의 일생과 업적들을 라틴어로 출판하였다.  그것은 그 시기의 유럽의 사상가들, 특히 이신론자들과 유교의 도덕을 기독교로 통합에 관심을 가진 계몽주의의 다른 철학적 단체들 중에 숙고적으로 중요성을 가진 업적들로 생각되었다. 역사소설인 베니스의 개성상인에서도 예수회 선교사들인 마테오 리치 신부, 스테파노 수사는 뛰어난 학문, 문서선교, 선교지의 전통을 존중하는 너그러움으로써 그리스도의 복음을 전하는 선교활동에 헌신하며, 스테파노 수사의 학문에 깊은 감동은 유승업(안토니오)는 천주교에서 스테파노 수사로부터 교리를 배우고, 마테오 리치 신부로부터 세례를 받은 천주교 신자가 되었다.  

### 탄압과 복권
프랑스, 스페인 제국, 포르투갈 왕국, 2개의 시칠리아 왕국와 파르마 공국에서 예수회들의 탄압은 예수회의 옹호자였던 교황 클레멘스 13세을 곤경에 빠뜨렸다.  1773년 7월 교황 교황 클레멘스 14세이 세속권력의  압력을 받아 조인한 법령으로 예수회는 탄압을 받았다.  예수회에 대한 탄압은 프로이센과 교황의 법령 시행요구를 거부한 예카테리나 대제의 러시아를 제외한 유럽 전역 국가에서 벌어졌다.  러시아 제국의 폴란드인의 서부 지방들에서 많은 예수회들을 포함한 수백만명의 가톨릭 교도들이 살았기 때문에 사회는 그 존재를 유지하고 억제의 시기 전부를 통하여 그 업무를 실행할 수 있었다.  이어서 교황 비오 6세는 러시아와 폴란드에서 사회의 지속을 위하여 정식적인 허가를 승인하려고 하였다.  그 허가에 기초를 둔 스타니스와프 체르니에비치는 1782년 수도회의 수도원장이 되었다.  교황 비오 7세는 프랑스에서 포로 수감 중에 보편적으로 예수회를 복원하는 데 결의하였고 로마로 돌아온 후 그는 약간의 연기와 함께 그렇게 하였다. - 1814년 8월 7일 "Solicitudo omnium ecclesiarum" (모든 교회에 대한 관심) 교서에 의하여 그는 질서의 억압을 역전시켜 그러고나서 1805년에 선출된 러시아의 수도원장 타데우스 브조조프스키는 보편관할권을 얻었다.
1814년 예수회의 복원이 따라진 시기는 19세기에 설립된 예수회 대학들의 다수에 의하여 목격되면서 엄청난 성장으로 표시되었다.  미국에서 사회의 28개 대학 중 22개는 이 시기 동안 예수회들에 의하여 창립되거나 차지되었다.  어떤이들은 억압의 경험이 복원에 예수회들 중에 정통성을 고양시키는 데 지냈다고 주장한다.  이 주장이 토론할 만할 동안 예수회들은 정통적으로 교회 안에서 교황의 권위를 지지하였고, 어떤 일원들은 교황 지상권론 운동과 1870년 교황의 무오성의 선언과 함께 연합되었다.
스위스에서 다른 주들에 의하여 교황 지상권론의 존더분트들의 패배에 이어 헌법은 수정되었고 예수회들은 1848년 추방되었다.  1973년 5월 20일 투표인들의 54.9 퍼센트가 헌법을 수정하는 국민 투표를 받아들였을 때 금지는 해제되었다.
20세기는 상승과 쇠퇴 둘다의 관점들을 목격하였다.  큰 수에 가톨릭 성직자직 안에 추세에 이어 예수회의 수들은 1950년대에 절정에 달하였고 그 이래 꾸준히 쇠퇴하였다.  그 동안 예수회 기관들의 수는 도심 지역들에 예수회 학교들의 설립과 질서와 함께 평신도의 증가에 전념하는 데 큰 수의 이유로 숙고적으로 자라났다.  20세기의 두드러진 예수회원들 중에 존 코트니 머리는 "제2차 바티칸 공의회"의 건축가들" 중의 하나로 불렸고 교황 에우제니오 4세의 "Domini Cantate" (주님을 찬미하라)의 명백한 모순에 종교적 자유의 결국적인 공의회의 배서가 된 것을 기안하였다.

### 오늘날의 예수회

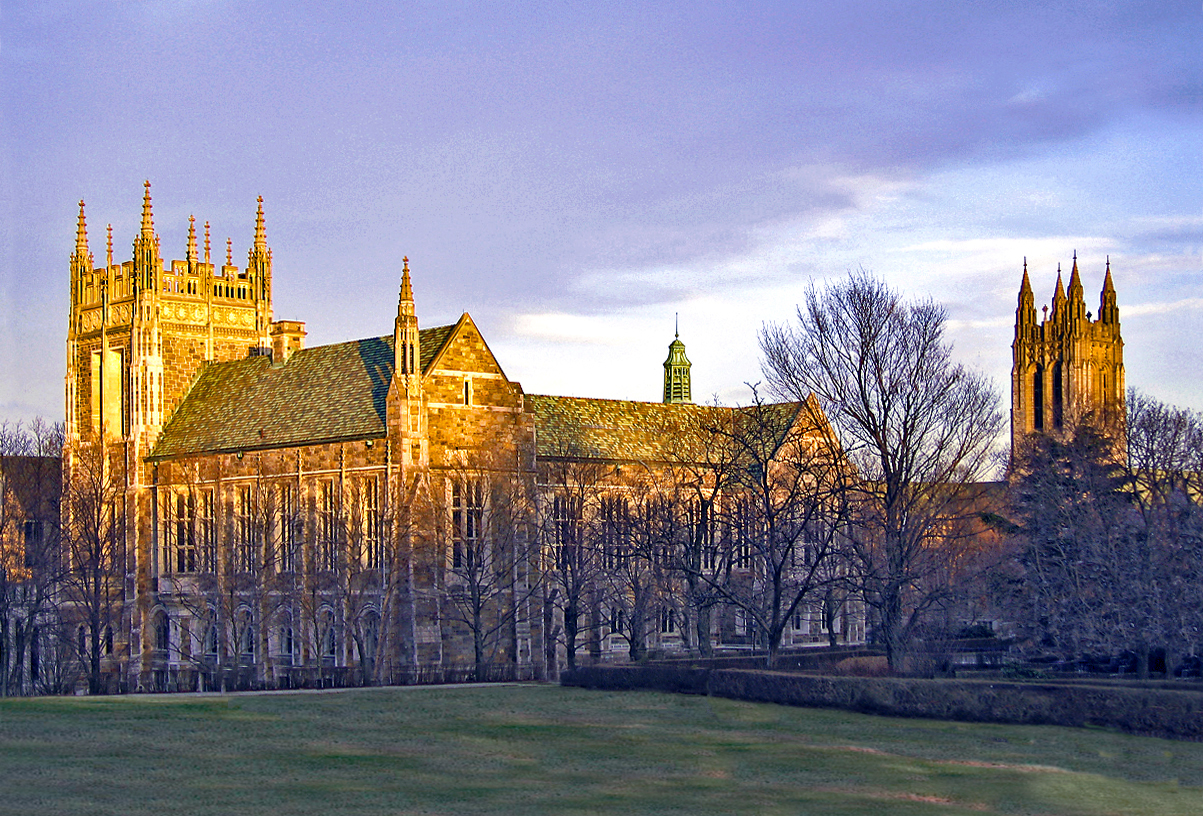
보스턴 칼리지는 세계의 가장 큰 예수회 공동체에게 고향이다.

오늘날 예수회는 육대주 112 개국에서 19,216명과 함께 가톨릭 교회에서 성직자와 형제들의 가장 큰 종교적 질서를 형성하며 인도에서 가장 큰 수가 미국에 있는 자들에 의하여 이어졌다.  현재 사회의 총장은 베네수엘라의 아르투로 소사이다.  사회는 선교 사업, 인권, 사회 정의와 가장 두드러지게 고등교육의 분야들에서 그 사역들에 의한 특징이었다.  그 단체는 세계를 주위로 다양한 대학들을 운영하고 특히 인도와 필리핀에서 활동적이다.  홀로 미국에서 예수회는 예수회는 50개의 대학과 고등학교들을 유지한다.  예수회 학교의 선교의 전형적 개념은 인간 생활의 원형, 가장 좋은 가르침과 배움의 속행과 평생의 영적이고 지적인 성장의 원형으로서 그리스도를 제안하는 것 같은 개념들을 가끔 담을 것이다.
수도회 총장 페드로 아루페 아래 사회 정의와 "빈민들을 위한 우대 선택"이 예수회들의 업무의 지배적인 주제로 등장하였다.  1989년 11월 16일 6명의 예수회 성직자들 (이그나시오 엘라쿠리아, 세군도 몬테스, 이그나시오 마르틴-바로, 호아킨 로페스 이 로페스, 후안 라몬 모레노와 아르마도 로페스), 그들의 가정부 엘바 라모스와 그녀의 딸 셀리아 마리셀라 라모스는 자신들이 정부에 의하여 파괴자로 분류되었기 때문에 엘살바도르 산살바도르에 있는 중앙아메리카 대학교의 캠퍼스에 엘살바도르의 군대에 의하여 살해되었다.  암살 사건들은 사회의 평화의 정의 운동들을 갑자기 활기를 띠게 하였다.
2002년 보스턴 칼리지의 총장 윌리엄 P. 리어히는 교회를 "위기에서 갱신으로" 옮기는 의미들로서 20세기 프로그램에서 교회를 창시하였다.  주도권은 사제직, 독신, 성별, 여성의 역할들과 평신도의 역할을 포함한 세계적인 로마 가톨릭교회의 성 학대 문제들에 관한 논쟁들을 검토하기 위한 기반을 사회에 마련하였다.
2006년 2월 2일 교황 베네딕토 16세의 동의하에 정보를 얻은 예수회의 일원 페터 한스 콜번바흐 신부는 자신이 80세가 될 2008년에 총장으로서 물러날 생각을 하였다.  예수회 35차 전체 회의는 2008년 1월 5일 회합하였고 1월 19일 새로운 총장으로서 일본에서 스페인의 예수회 선교사를 지낸 아돌프 니콜라스를 선출하였다.  예수회 총장이 평생을 위하여 선출된 동안 질서의 헌법들은 그가 물러나는 데 허용하였다.
교황 요한 바오로 2세는 교황의 순방과 공공 이벤트들의 주요 결성자로서 많은 세월을 지낸 예수회 성직자 로베르토 투치 추기경을 추기경 대학교로 임명하였다.  총계로 요한 바오로 2세와 베네딕토 16세는 10명의 예수회 추기경들을 임명하였다.

### 예수 성심, 성체와 성모에 헌신
예수회는 예수 성심으로 헌신을 퍼뜨리는 헌신에서 성모 마리아 방문 수녀회와 관계가 있다.  예수회들은 특히 연민과 사람들을 위한 그리스도의 압도적인 사랑을 강조하고, 얀센주의자들의 엄숙주의와 영적 비관론을 대응하는 데 이 헌신을 승진시켰다.
로욜라는 더욱 가금 성체를 받는 데 영혼들에게 조언하였고, 질서의 초기 날들로부터 예수회들은 "자주 일어나는 친교"의 흥행자들이었다.  그것은 가톨릭 신학자들이 성찬에 대한 과장된 존중을 숙고한 것의 외부로 한해에 한두번은 친교를 받기 전에 많은 가톨릭 교도들로부터 풍습이었다는 것을 적어두어야 했고, 로욜라와 다른이들은 최소한 한달씩 친교를 주창하여 보상이 아니라 영적인 음식으로서 친교를 강조하였으며 교황 비오 10세의 시간까지 "자주 일어나는 친교"는 주마다, 그리고 성체의 매일 수용 마저로 의미하러 왔다.
로욜라는 검은 성모상의 무릎 위에 예수의 이미지 앞에 있는 제단에 자신의 군인들의 무기들을 놔두면서 인생의 새로운 방향으로 자신의 초기 약속을 만들었다.  예수회들은 성모 교우회의 장기적 흥행원들로 미사에서 잦은 출석, 친교의 수용, 묵주기도의 매일 암송과 영성 수련의 로욜라식 전통에서 수련회 참석에 용기를 주는 데 이용한 1960년대까지 자신들의 학생들을 위하여 주요 단체였다.

### 봉사와 겸손
로욜라는 인생에서 하느남의 사랑의 활동적 표현과 겸손에서 스스로 잊는 데 필요성을 강조하였다.  예수회 형성의 일부는 가장 겸손한 방법에서 빈곤하고 병든 자들에게 구체적으로 봉사의 수행이며 로욜라는 훈련에서 예수회들이 병원의 주문 라인과 동일하면서 예를 들어 겸손과 사랑의 봉사를 배우는 데 침대를 배우고 환자들을 씻어주는 초심자로서 그들의 시간의 일부를 지내는 것을 원하였다.  예수회 교육 기관들은 가끔 학생들을 "다른이들을 위한" 남자들 그리고 그렇게 만드는 아이디어를 포함하는 표어들과 선교 맹세서들을 채택한다.  예수회 선교 본부들은 설교하는 동안 빈곤 혹은 필요한 자들을 시중드는 방향으로서 의료소, 학교와 농업 개발 계획들을 정통적으로 포함하였다.

## 예수회의 형성
예수회들의 훈련은 자신들이 교회와 세계를 제동하는 데 불려질 사역들을 위하여 영적으로, 학문적으로 그리고 실습적으로 남성들을 준비하는 데 추구한다.  로욜라는 르네상스에 의하여 강하게 영향을 받았고 예수회들이 아무 주어진 순간에 사역들이 가장 필요하고 특히 교황으로부터 선교들로 응답을 준비하는 데 제공할 수 있기를 원하였다.  사제직을 위한 형성은 보통 14년 걸리며 남성의 배경과 이전 교육에 의지하였고 최종 맹세들이 그 몇년 후에 이루어져 예수회 훈련을 가장 긴 종교적 규칙들 중에 만들었다.
실용적인 세부 사항에 관계없이 예수회의 형성은 교회의 현재 필요한 무엇이든지 봉사하는 데 준비된 남성들을 형성하는 데 의미하였다.  오늘날 전부의 예수회들은 영어를 배우는 데 기대되었고, 첫 모국어로서 영어를 쓰는 자들은 스페인어를 배우는 데 기대되었다.

## 사회의 정부
사회는 총장에 의하여 이끌어진다.  예수회 회헌에서 총장의 정식 칭호는 라틴어로 "General President"를 뜻하는 "Praepositus Generalis"이며, 자신이 사임할 때까지 평생 전체 회의에 의하여 선출된 자는 더욱 공통적으로 "Father General"로 불리며 교황에 의하여 확인되고 사회를 운영하는 절대 권위를 가졌다.
총장은 지리적 지역 혹은 사역의 지역인 "지원"을 각각 이끄는 "원조자"들에 의하여 원조된다.  원조자들은 보통 로마에서 총장과 함께 거주한다.  다른 조언자들의 다수와 함께 원조자들은 총장에게 자문위원회를 형성한다.  사회의 대리 총장과 서기는 나날의 행정을 운영한다.  총장은 또한 자신이 무분별하게 행동하거나 교황에게 불순종으로 혹은 이단으로 이탈할 때 정직하고 비밀리에 총장을 경고하는 데 특유한 일을 가진 비밀리의 조언자인 "경고자"가 필요하였다.  총장의 중앙 직원은 쿠리아로 알려졌다.
규칙은 총장에 의하여 선택된 지방 수도원장에 의하여 각각 이끌어진 지리적 지방들로 나뉘어졌다.  그는 자신의 지역에서 전부의 예수회와 사역들에 권한을 가졌고, 서기의 일종과 수석 보좌관으로서 활동하는 "socius" (파트너)에 의하여 보조되었다.  총장의 찬성과 함께 그는 형성을 감시하는 데 초보 지배인과 삼일열의 대가, 예수회 구역의 총장을 임명한다.
지방 안에서 각각의 개인적 예수회 공동체는 보통 공동체의 매일 필요성들을 감시하는 도움을 주는 성직자에 의하여 원조된 총장에 의하여 이끌어진다.
전체 회의는 각 지방의 서약하고 수도회에 들어간 예수회들에 의하여 선출된 원조인, 지방과 추가적 대표들의 전부의 회합이다.  그 회의는 보통 새로운 총장을 선출하거나 규칙을 위하여 어떤 주요 정책 문제들을 차지하는 데 불규칙하고 드물게 만나는 편이다.  총장은 지방적 만으로 이루어진 작은 회의들과 함께 더욱 정규적으로 만난다.

## 해산과 부활
창립자 이냐시오의 시대에는 관구 12개, 중흥기인 제5대 총장 아쿠아비바의 시대(1581~1615)에는 관구 32개에 이르러, 사도적 활동, 학교교육, 학문연구가 세계 각국에서 진전되었음을 알 수 있다. 군대제도를 모방한 엄격한 규율과 굳건한 결합력을 자랑하였으나 선교 과정에서 촉발된 열강들과의 갈등으로 인해(예를 들어 노예 문제에 대한 반발) 18세기말에 남미, 필리핀, 포르투갈(1759), 프랑스(1764), 스페인이나 나폴리(1767) 등 같은 가톨릭 국가에서 조차도 추방당하는 일이 빈번했다.
클레멘스 13세는 예수회를 완강히 보호하였으나, 후임 교황 클레멘스 14세는 압박을 이겨내지 못하고 결국 1773년 7월 21일 예수회를 해산했다. 그러나 예수회는 러시아의 여제 예카테리나 2세의 보호 아래 합법적으로 생명을 유지했다. 나폴레옹의 실각 후, 교황 비오 7세는 프랑스 유폐에서 로마로 귀환한 얼마 후, 1814년 8월 7일 칙서 『모든 교회의 우려』로서 예수회의 재건을 선언했다. 많은 성쇠의 운명을 체험하였지만, 예수회는 당초의 생명력을 유지하고, 교회 봉사에 헌신했다.

## 홀로코스트가 일어난 동안 예수회의 구출 노력들
9명의 예수회 성직자들은 제2차 세계 대전의 홀로코스트가 있는 동안 유대인들을 구하는 데 자신들의 생명을 바친 것으로 예루살렘에 있는 야드바솀에서 공식적으로 인정되었다.  몇몇의 다른 예수회들은 그 시기에 유대인들을 구하거나 피난처를 준 것으로 알려졌다.
홀로코스트가 있는 동안 자신들의 생명을 준 152명의 예수회 성직자들을 기념하는 각판이 2007년 4월 미국 미주리주 캔자스시티에 있는 예수회 대학 록허스트 대학교에 설치되어 세계에서 그런 각판 중에 처음이 되었다.

## 유명한 예수회 일원들
두드러진 예수회 일원들은 선교사, 교육인, 과학자, 화가와 철학자들을 포함한다.  많은 저명한 초기 예수회 일원들 중에는 전에보다 더많은 사람들을 가톨릭으로 개종시킨 아시아 선교사 프란치스코 하비에르였다.  브라질 상파울루의 도시를 창립한 호세 데 안치에타와 마누엘 다 노브레가도 또한 예수회 일원이었다.  또다른 유명한 예수회 성직자는 1600년대 동안 북아메리카에서 순교한 프랑스의 선교사 장 드 브레뵈프였다.

## 예수회 교육 기관들

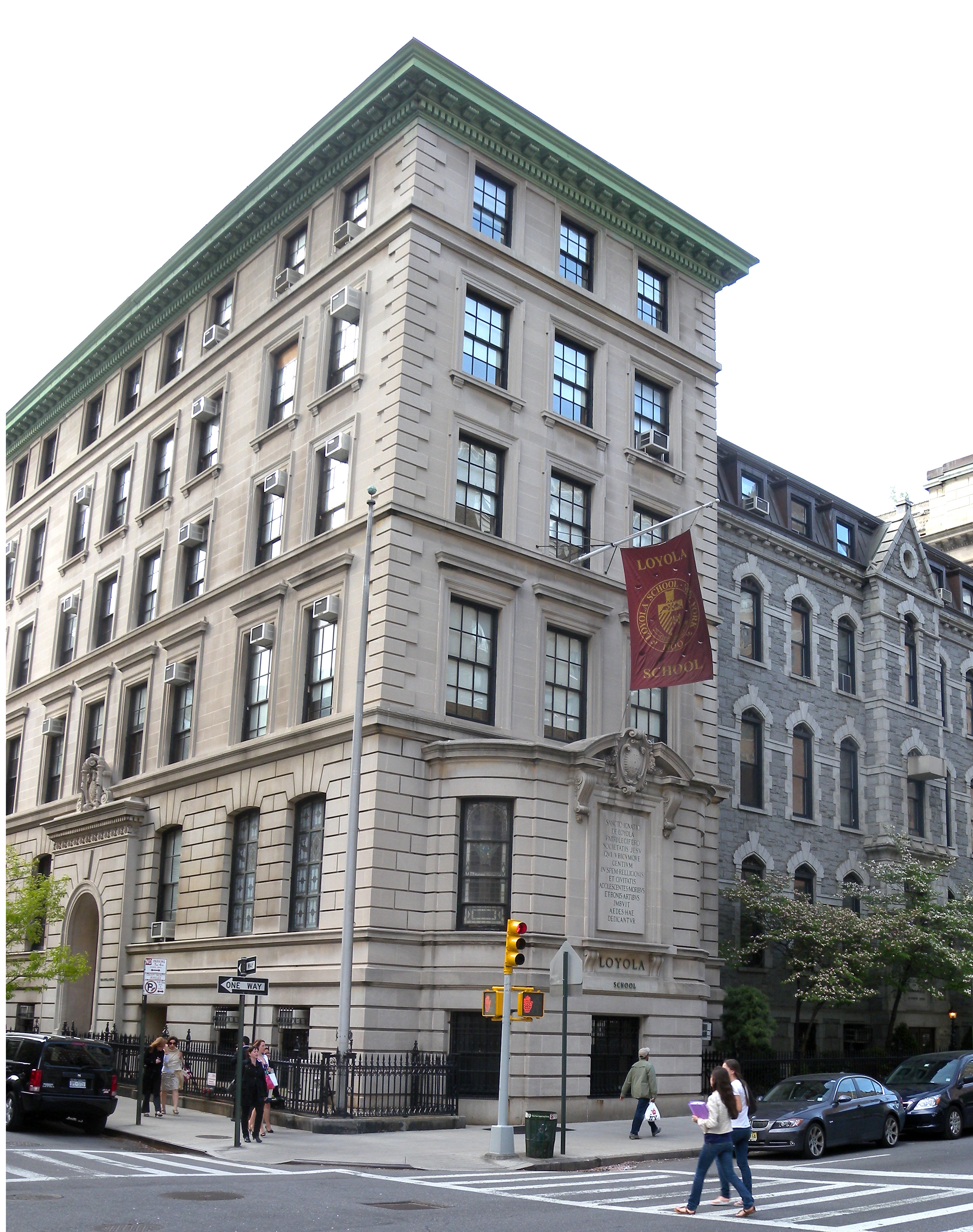
뉴욕에 있는 로욜라 스쿨

시민 생활에서 거의 아무 점유가 없고 예수회가 한번 혹은 다른 때 보유하지 않은 교회 안에서 아무 사역이 없었어도, 그리고 예수회들의 업무가 오늘날 넓게 다양한 사도직과 사역들을 받아들이면서도 그들은 아마 자신들의 교육 사업으로 가장 잘 알려졌을 것이다.
질서의 시작 이래 예수회의 일원들은 교사들로 지내왔다.  오늘날 다수의 국가들에 예수회가 운영하는 대학과 학교들이 있다.  예수회들은 또한 가톨릭과 세속 학교들 둘다의 교수진을 맡기도 한다.
이 가장 두드러진 대학들 중의 하나는 로마에 있는 그레고리오 대학교이며 교회의 학습의 핵심 자리들 중의 하나로 교황청 성서연구원과 교황청 동방연구원과 함께 채권국 회의에 교제하였다.
미국에서 28개의 예수회 학교들이 예수회 대학 협회로서 결성되어 가장 오래된 것은 1789년 존 캐롤 주교에 의하여 창립된 조지타운 대학교와 가장 큰 것은 포덤 대학교이다.  46개의 예수회 고등학교들이 예수회 중등교육 협회로서 결성되었다.  예수회들은 최근에 뉴욕, 시카고와 보스턴에 있는 빈민 이웃들에 다수의 중학교들을 열었다.  또한 다른 가톨릭 대학들의 세속 시설들에 예수회들이 종사하며 추가적으로 그들은 하버드 대학교, 예일 대학교와 버지니아 대학교를 포함한 많은 세속 시설들에 종사하는 편이다.
라틴아메리카에서 예수회 기관들은 라틴아메리카 예수회 위탁 대학 협회로 결성되었다.
필리핀에서 예수회 대학들은 그것들이 제도적 유대를 유지하여도 전부 독립적이다.  마닐라 아테네오 대학교, 아테네오 데 나가 대학교, 하비에르 대학교 아테네오 데 카가얀, 아테네오 데 삼보앙가 대학교 등은 전부 느슨하게 연합되었다.  예수회 대학들의 전부의 단체들로 제휴된 협회인 아테네오 대학 민다나오 채권국 회의는 다양한 학문적 분야들에서 상식과 전문적 지식을 교환하는 것은 물론 기독교-이슬람교 단일과 의견 교환의 목적과 함께 민다나오섬에 위치하였다.
아일랜드에서 예수회들은 5개의 학교들 - 둘 다 더블린에 있는 곤자가 대학교와 벨베데레 대학교, 클레인에 있는 클롱고우스 우드 대학교, 골웨이에 있는 세인트 이그나티우스 대학교와 리머릭에 있는 크레센트 대학교를 운영한다.
벨기에에서 예수회들은 플라망어를 쓰는 알스트에 있는 "신트 요제프 칼리지"와 안트베르펀에 있는 "신트 얀 버르흐만스 칼리지" 같은 다양한 고등학교들을 운영한다.  안트베르펀에 있는 "센트룸 신트이흐나티우스 대학교"와 프랑스어를 쓰는 나뮈르의 노트르담 대학교는 둘다 예수회 대학들이다.
대한민국에서 예수회들은 서강 대학교를 운영하고 있으며 1960년 2월에 설립되었다.  그 대학은 진성만, 아르트 데트펠프스, 베이즐 프라이스, 테오도어 헤페르트, 켄 킬로렌과 클랜시 헙스트에 의하여 창립되었다.  오늘날 서강 대학교는 대한민국에서 최고의 사립 대학들 중의 하나로 숙고되었다.

## 양성 과정
- 지원기
- 수련기
- 철학기
- 중간실습기
- 신학기
- 특수연학과 제3수련기

## 같이 보기
- IHS
- 로마 가톨릭교회
- 파리 외방전교회
- 미션 (1986년 영화)
- 예수회 레둑시온(reducción, en:Jesuit Reductions, 선교를 위한 원주민 보호촌)
  - 인디오 레둑시온(en:Indian Reductions, 중남미에 있었던 레둑시온)
- 교황 프란치스코
- 마테오 리치
- 아담 샬
- 페르비스트